# Кардымовский район
Карды́мовский райо́н — административно-территориальная единица (район) и муниципальное образование (муниципальный район) Смоленской области России.
Административный центр — посёлок городского типа Кардымово.

## География
Граничит на юго-востоке с Глинковским, на востоке с Дорогобужским, на севере с Духовщинским, на юге с Починковским, на западе со Смоленским и на северо-востоке с Ярцевским районами.
Площадь района — 1095,3 км². Основные реки: Днепр, Хмость, Большой Вопец, Малый Вопец, Лосьмёна, Орлея.

## История
С 1 октября 1929 года район был в Западной области. 20 ноября 1930 года вошёл в состав Смоленского района. 18 января 1935 года был восстановлен. 27 сентября 1937 года перешёл в Смоленскую область. Расформирован 1 февраля 1963 года и восстановлен 23 октября 1977 года.

## Население
| 2002    | 2009    | 2010    | 2011    | 2012    | 2013    | 2014    | 2015    | 2016    |
| ------- | ------- | ------- | ------- | ------- | ------- | ------- | ------- | ------- |
| 12 521  | ↘11 400 | ↗11 949 | ↘11 826 | ↗12 070 | ↗12 171 | ↗12 352 | ↗12 499 | ↗12 629 |
| 2017    | 2018    | 2019    | 2020    | 2021    | 2024    |         |         |         |
| ↗12 701 | ↘12 562 | ↘12 384 | ↘12 198 | ↘10 919 | ↘10 664 |         |         |         |

### Урбанизация
В городских условиях (пгт Кардымово) — проживают 41,66 % населения района.

### Национальный состав
По итогам переписи населения 2020 года проживали следующие национальности (национальности менее 0,1 % и другое, см. в сноске к строке «Другие»):
| Национальность | Численность, чел. | Доля     |
| -------------- | ----------------- | -------- |
| Русские        | 9963              | 91,24 %  |
| Таджики        | 151               | 1,38 %   |
| Украинцы       | 120               | 1,10 %   |
| Белорусы       | 89                | 0,82 %   |
| Узбеки         | 75                | 0,69 %   |
| Азербайджанцы  | 38                | 0,35 %   |
| Армяне         | 35                | 0,32 %   |
| Татары         | 30                | 0,27 %   |
| Молдаване      | 21                | 0,19 %   |
| Цыгане         | 15                | 0,14 %   |
| Грузины        | 13                | 0,12 %   |
| Мордва         | 11                | 0,10 %   |
| Другие         | 358               | 3,28 %   |
| Итого          | 10 919            | 100,00 % |

## Муниципально-территориальное устройство
В муниципальный район входят 4 муниципальных образования, в том числе 1 городское поселение и 3 сельских поселения:
| № | Муниципальное образование        | Административный центр | Количество населённых пунктов | Население (чел.) | Площадь (км²) |
| - | -------------------------------- | ---------------------- | ----------------------------- | ---------------- | ------------- |
| 1 | Кардымовское городское поселение | пгт Кардымово          | 4                             | ↘4872            |               |
| 2 | Каменское сельское поселение     | деревня Каменка        | 38                            | ↘2020            |               |
| 3 | Тюшинское сельское поселение     | деревня Тюшино         | 75                            | ↘2044            |               |
| 4 | Шокинское сельское поселение     | деревня Шокино         | 43                            | ↘1964            |               |

Первоначально Законом Смоленской области от 20 декабря 2004 года было создано 9 муниципальных образований, в том числе 1 городское и 8 сельских поселений. Законом Смоленской области от 20 декабря 2018 года , к 1 января 2019 года были упразднены 5 сельских поселений:  Берёзкинское (включено в Каменское сельское поселение); Первомайское и Соловьёвское (включены в Шокинское сельское поселение); Нетризовское и Мольковское (включены в Тюшинское сельское поселение).
| Муниципальное образование 2005—2018 гг. | Население (тыс. чел.) | Площадь (км²) | Административный центр |
| --------------------------------------- | --------------------- | ------------- | ---------------------- |
| Кардымовское городское поселение        | 5,1                   | 31,48         | пгт Кардымово          |
| Берёзкинское сельское поселение         | 1,54                  | 86,1          | деревня Берёзкино      |
| Каменское сельское поселение            | 1,11                  | 200,4         | деревня Каменка        |
| Мольковское сельское поселение          | 0,98                  | 107,84        | деревня Мольково       |
| Нетризовское сельское поселение         | 0,51                  | 104,02        | деревня Нетризово      |
| Первомайское сельское поселение         | 0,89                  | 121,53        | деревня Титково        |
| Соловьёвское сельское поселение         | 0,55                  | 126,35        | деревня Соловьёво      |
| Тюшинское сельское поселение            | 1,0                   | 176,11        | деревня Тюшино         |
| Шокинское сельское поселение            | 1,1                   | 139,31        | деревня Шокино         |

## Населённые пункты
В Кардымовском районе 160 населённых пунктов, в том числе посёлок городского типа и 159 сельских населённых пунктов.
| №   | Населённый пункт               | Тип     | Население | Муниципальное образование        |
| --- | ------------------------------ | ------- | --------- | -------------------------------- |
| 1   | Кардымово                      | пгт     | →4443     | Кардымовское городское поселение |
| 2   | Азарово                        | деревня | 14        | Тюшинское сельское поселение     |
| 3   | Андросово                      | деревня | 15        | Каменское сельское поселение     |
| 4   | Астрогань                      | деревня | 112       | Тюшинское сельское поселение     |
| 5   | Бабеевка                       | деревня | 5         | Шокинское сельское поселение     |
| 6   | Барсучки                       | деревня | 40        | Каменское сельское поселение     |
| 7   | Беднота                        | деревня | 33        | Шокинское сельское поселение     |
| 8   | Бельчевицы                     | деревня | 30        | Тюшинское сельское поселение     |
| 9   | Бережняны                      | деревня | 40        | Каменское сельское поселение     |
| 10  | Бережок                        | деревня | 3         | Шокинское сельское поселение     |
| 11  | Берёзкино                      | деревня | 217       | Каменское сельское поселение     |
| 12  | Болдино                        | деревня | 10        | Каменское сельское поселение     |
| 13  | Будка железной дороги 372 км   | деревня | 1         | Шокинское сельское поселение     |
| 14  | Будка железной дороги 373 км   | деревня |           | Шокинское сельское поселение     |
| 15  | Варваровщина                   | деревня | 208       | Каменское сельское поселение     |
| 16  | Васильево                      | деревня | 25        | Тюшинское сельское поселение     |
| 17  | Вачково                        | деревня | 339       | Шокинское сельское поселение     |
| 18  | Веено                          | деревня | 6         | Каменское сельское поселение     |
| 19  | Велюжино                       | деревня | 12        | Каменское сельское поселение     |
| 20  | Верещакино                     | деревня | 0         | Каменское сельское поселение     |
| 21  | Вернебисово                    | деревня | 24        | Тюшинское сельское поселение     |
| 22  | Витязи                         | деревня | 36        | Каменское сельское поселение     |
| 23  | Волочня                        | деревня | 16        | Каменское сельское поселение     |
| 24  | Воронцы                        | деревня | 0         | Тюшинское сельское поселение     |
| 25  | Вяльково                       | деревня | 4         | Тюшинское сельское поселение     |
| 26  | Гололобово                     | деревня | 3         | Тюшинское сельское поселение     |
| 27  | Гончарово                      | деревня | 1         | Шокинское сельское поселение     |
| 28  | Горни                          | деревня | 7         | Каменское сельское поселение     |
| 29  | Городок                        | деревня | 0         | Каменское сельское поселение     |
| 30  | Городок                        | деревня | 0         | Шокинское сельское поселение     |
| 31  | Горюпино                       | деревня | 4         | Тюшинское сельское поселение     |
| 32  | Девиха                         | деревня | 1         | Каменское сельское поселение     |
| 33  | Дуброво                        | деревня | 1         | Шокинское сельское поселение     |
| 34  | Духовская                      | деревня | 27        | Тюшинское сельское поселение     |
| 35  | Духовская                      | станция | 122       | Тюшинское сельское поселение     |
| 36  | Ермачки                        | деревня | 64        | Кардымовское городское поселение |
| 37  | Еськово                        | деревня | 11        | Шокинское сельское поселение     |
| 38  | Жеглово                        | деревня | 11        | Каменское сельское поселение     |
| 39  | Заболоть                       | деревня | 4         | Тюшинское сельское поселение     |
| 40  | Заборье                        | деревня | 5         | Шокинское сельское поселение     |
| 41  | Зайцево                        | деревня | 11        | Каменское сельское поселение     |
| 42  | Залесово                       | деревня | 1         | Тюшинское сельское поселение     |
| 43  | Залесово                       | деревня | 30        | Шокинское сельское поселение     |
| 44  | Залужье                        | деревня | 19        | Каменское сельское поселение     |
| 45  | Замощье                        | деревня | 25        | Каменское сельское поселение     |
| 46  | Заовражье                      | деревня | 0         | Тюшинское сельское поселение     |
| 47  | Заполье                        | деревня | 6         | Тюшинское сельское поселение     |
| 48  | Зевакино                       | деревня | 5         | Тюшинское сельское поселение     |
| 49  | Ильнищево                      | деревня | 1         | Тюшинское сельское поселение     |
| 50  | Искра                          | деревня | 0         | Тюшинское сельское поселение     |
| 51  | Казармы железной дороги 397 км | деревня | 9         | Тюшинское сельское поселение     |
| 52  | Казармы железной дороги 568 км | деревня |           | Тюшинское сельское поселение     |
| 53  | Казармы железной дороги 570 км | деревня |           | Тюшинское сельское поселение     |
| 54  | Каменка                        | деревня | 625       | Каменское сельское поселение     |
| 55  | Кареллы                        | деревня | 0         | Тюшинское сельское поселение     |
| 56  | Кирякино                       | деревня | 4         | Тюшинское сельское поселение     |
| 57  | Ковалевка                      | деревня | 10        | Каменское сельское поселение     |
| 58  | Козичено                       | деревня | 3         | Тюшинское сельское поселение     |
| 59  | Козлово                        | деревня | 8         | Тюшинское сельское поселение     |
| 60  | Колпино                        | деревня | 0         | Шокинское сельское поселение     |
| 61  | Конец                          | деревня | 3         | Тюшинское сельское поселение     |
| 62  | Кончино                        | деревня | 33        | Тюшинское сельское поселение     |
| 63  | Коровники                      | деревня | 61        | Шокинское сельское поселение     |
| 64  | Королёво                       | деревня | 0         | Тюшинское сельское поселение     |
| 65  | Кочкорово                      | деревня | 9         | Тюшинское сельское поселение     |
| 66  | Красильщино                    | деревня | 0         | Тюшинское сельское поселение     |
| 67  | Красные Горы                   | деревня | 15        | Каменское сельское поселение     |
| 68  | Красный Пахарь                 | деревня | 23        | Шокинское сельское поселение     |
| 69  | Кривцы                         | деревня | 261       | Кардымовское городское поселение |
| 70  | Кричково                       | деревня | 22        | Тюшинское сельское поселение     |
| 71  | Кузино                         | деревня | 7         | Тюшинское сельское поселение     |
| 72  | Кузьмишкино                    | деревня | 1         | Каменское сельское поселение     |
| 73  | Кулятино                       | деревня | 1         | Тюшинское сельское поселение     |
| 74  | Кунцево                        | деревня | 10        | Шокинское сельское поселение     |
| 75  | Курдимово                      | деревня | 1         | Каменское сельское поселение     |
| 76  | Курдымово                      | деревня | 84        | Тюшинское сельское поселение     |
| 77  | Лаврово                        | деревня | 20        | Тюшинское сельское поселение     |
| 78  | Лешенки                        | деревня | 3         | Каменское сельское поселение     |
| 79  | Лешино                         | деревня | 5         | Тюшинское сельское поселение     |
| 80  | Лисичино                       | деревня | 39        | Каменское сельское поселение     |
| 81  | Ломейково                      | деревня | 22        | Тюшинское сельское поселение     |
| 82  | Лопино                         | деревня | 3         | Тюшинское сельское поселение     |
| 83  | Лубино                         | деревня | 0         | Тюшинское сельское поселение     |
| 84  | Лукьяники                      | деревня | 7         | Шокинское сельское поселение     |
| 85  | Луна                           | деревня | 3         | Тюшинское сельское поселение     |
| 86  | Любаново                       | деревня | 2         | Шокинское сельское поселение     |
| 87  | Любково                        | деревня | 0         | Тюшинское сельское поселение     |
| 88  | Макеевская                     | деревня | 4         | Шокинское сельское поселение     |
| 89  | Малявчино                      | деревня | 76        | Шокинское сельское поселение     |
| 90  | Мамоново                       | деревня | 30        | Шокинское сельское поселение     |
| 91  | Маркаты                        | деревня | 5         | Каменское сельское поселение     |
| 92  | Машкино                        | деревня | 1         | Шокинское сельское поселение     |
| 93  | Межники                        | деревня | 7         | Тюшинское сельское поселение     |
| 94  | Минино                         | деревня | 5         | Шокинское сельское поселение     |
| 95  | Михейково                      | деревня | 0         | Каменское сельское поселение     |
| 96  | Мольково                       | деревня | 434       | Тюшинское сельское поселение     |
| 97  | Морево                         | деревня | 1         | Шокинское сельское поселение     |
| 98  | Надва                          | деревня | 0         | Шокинское сельское поселение     |
| 99  | Наричино                       | деревня | 3         | Тюшинское сельское поселение     |
| 100 | Некисово                       | деревня | 6         | Шокинское сельское поселение     |
| 101 | Нетризово                      | деревня | 275       | Тюшинское сельское поселение     |
| 102 | Новая Жизнь                    | деревня | 0         | Шокинское сельское поселение     |
| 103 | Новое Шишлово                  | деревня | 5         | Тюшинское сельское поселение     |
| 104 | Осово                          | деревня | 2         | Шокинское сельское поселение     |
| 105 | Отрада                         | деревня | 10        | Каменское сельское поселение     |
| 106 | Павлихино                      | деревня | 10        | Тюшинское сельское поселение     |
| 107 | Пересветово                    | деревня | 22        | Тюшинское сельское поселение     |
| 108 | Пересветово                    | станция | 0         | Тюшинское сельское поселение     |
| 109 | Петрово                        | деревня | 24        | Каменское сельское поселение     |
| 110 | Пищулино                       | деревня | 551       | Каменское сельское поселение     |
| 111 | Пнево                          | деревня | 64        | Шокинское сельское поселение     |
| 112 | Помогайлово                    | деревня | 21        | Каменское сельское поселение     |
| 113 | Попково                        | деревня | 21        | Тюшинское сельское поселение     |
| 114 | Попово                         | деревня | 24        | Тюшинское сельское поселение     |
| 115 | Попово                         | деревня | 0         | Тюшинское сельское поселение     |
| 116 | Починок                        | деревня | 0         | Тюшинское сельское поселение     |
| 117 | Приднепровская                 | станция | 2         | Тюшинское сельское поселение     |
| 118 | Приселье                       | деревня | 44        | Шокинское сельское поселение     |
| 119 | Присельская                    | станция | 82        | Шокинское сельское поселение     |
| 120 | Псарцы                         | деревня | 0         | Тюшинское сельское поселение     |
| 121 | Пузово                         | деревня | 7         | Тюшинское сельское поселение     |
| 122 | Раскосы                        | деревня | 0         | Шокинское сельское поселение     |
| 123 | Репухово                       | деревня | 0         | Шокинское сельское поселение     |
| 124 | Русаново                       | деревня | 29        | Шокинское сельское поселение     |
| 125 | Рыжково                        | деревня | 29        | Шокинское сельское поселение     |
| 126 | Рытьково                       | деревня | 0         | Тюшинское сельское поселение     |
| 127 | Рясино                         | деревня | 7         | Тюшинское сельское поселение     |
| 128 | Семеновское                    | деревня | 1         | Каменское сельское поселение     |
| 129 | Смогири                        | деревня | 75        | Каменское сельское поселение     |
| 130 | Соколово                       | деревня | 6         | Тюшинское сельское поселение     |
| 131 | Сокольники                     | деревня | 0         | Тюшинское сельское поселение     |
| 132 | Соловьёво                      | деревня | 280       | Шокинское сельское поселение     |
| 133 | Сопачево                       | деревня | 34        | Кардымовское городское поселение |
| 134 | Спас                           | деревня | 25        | Тюшинское сельское поселение     |
| 135 | Старое Шишлово                 | деревня | 14        | Тюшинское сельское поселение     |
| 136 | Сухоруково                     | деревня | 54        | Тюшинское сельское поселение     |
| 137 | Сущево                         | деревня | 0         | Каменское сельское поселение     |
| 138 | Татаровщина                    | деревня | 11        | Тюшинское сельское поселение     |
| 139 | Тверицы                        | деревня | 134       | Каменское сельское поселение     |
| 140 | Тиря                           | деревня | 25        | Тюшинское сельское поселение     |
| 141 | Титково                        | деревня | 396       | Шокинское сельское поселение     |
| 142 | Топорово                       | деревня | 3         | Каменское сельское поселение     |
| 143 | Трисвятье                      | деревня | 2         | Каменское сельское поселение     |
| 144 | Тюшино                         | деревня | 447       | Тюшинское сельское поселение     |
| 145 | Устиновка                      | деревня | 7         | Каменское сельское поселение     |
| 146 | Фальковичи                     | деревня | 23        | Шокинское сельское поселение     |
| 147 | Фёдорово                       | деревня | 5         | Тюшинское сельское поселение     |
| 148 | Федурново                      | деревня | 22        | Шокинское сельское поселение     |
| 149 | Федюкино                       | деревня | 27        | Тюшинское сельское поселение     |
| 150 | Харино                         | деревня | 7         | Тюшинское сельское поселение     |
| 151 | Холм                           | деревня | 0         | Тюшинское сельское поселение     |
| 152 | Хотесловичи                    | деревня | 18        | Шокинское сельское поселение     |
| 153 | Цурьково                       | деревня | 24        | Тюшинское сельское поселение     |
| 154 | Часовня                        | деревня | 5         | Шокинское сельское поселение     |
| 155 | Черниково                      | деревня | 7         | Тюшинское сельское поселение     |
| 156 | Чуи                            | деревня | 8         | Тюшинское сельское поселение     |
| 157 | Шестаково                      | деревня | 206       | Шокинское сельское поселение     |
| 158 | Школа им. Горького             | деревня | 0         | Тюшинское сельское поселение     |
| 159 | Шокино                         | деревня | 492       | Шокинское сельское поселение     |
| 160 | Шутовка                        | деревня | 191       | Тюшинское сельское поселение     |

## Экономика

### Сельское хозяйство
Производством сельскохозяйственной продукции занимаются 9 сельхозпредприятий, 10 крестьянских (фермерских) хозяйств и 3050 личных подсобных хозяйств.
Общая площадь сельскохозяйственных угодий в районе составляет 59,9 тыс. га — 48,5% всей территории района. Доля пашни в сельскохозяйственных угодьях — 66 %.
Наиболее перспективным направлением в растениеводческой отрасли является развитие кормопроизводства, то есть увеличение продуктивности многолетних трав, создание культурных пастбищ, увеличение производства фуражного зерна в целях развития животноводческой отрасли.

### Связь
В деревне Смогири построена крупнейшая в области радиотелепередающая станция с мачтой высотой 350 метров.

## Культура
Культурным обслуживанием населения района занимается 39 учреждений. В них работает 96 специалистов. В системе культуры 2 человека имеют звание «Заслуженный работник культуры РФ», 1 — «Почётный кинематографист РФ» и 1 — Член Союза дизайнеров России.

## Достопримечательности
- Николо-Георгиевский храм — деревня Смогири
- Храм Пророка Божия Илии — село Шестаково
- Храм Святителя Николая — село Николо-Яровня
- Храм Воскресения Христова — деревня Вачково
- Храм иконы Божией Матери «Взыскание погибших» — деревня Соловьево